# 리처드 샌더슨

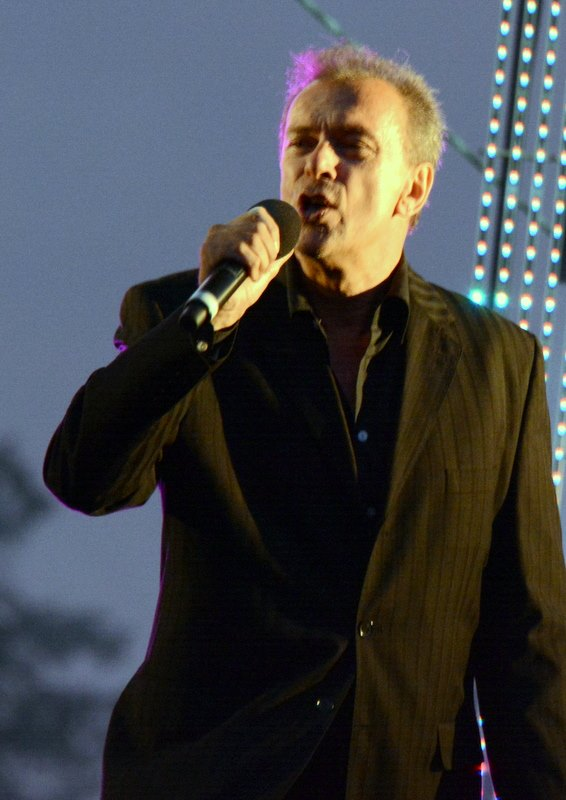
리처드 샌더슨 (2013년)

리처드 샌더슨(Richard Sanderson, 1953년 3월 5일 ~ )은 스코틀랜드(영국)의 가수이다. 그는 1980년 영화 라붐 OST에 삽입된 Reality라는 노래로 더 많이 알려졌다.